# Phare de Punta del Hidalgo
Le phare de Punta del Hidalgo est un phare situé sur la commune de San Cristóbal de La Laguna à l'extrémité de Punta del Hidalgo, sur l'île de la Tenerife, dans les Îles Canaries (Espagne).
Ce phare moderne est de conception unique, consistant en des colonnes inégales et de hauteurs irrégulières allant par croissance à partir d'une base triangulaire. Les colonnes inférieures culminent dans un dernier pilier carré qui fait face à la mer et soutient une lumière sur un petit poste.
C'est l'un des sept phares qui marquent le littoral de Tenerife et se trouve entre deux autres phares modernes, le phare de Puerto de la Cruz au sud-ouest et le phare de Punta de Anaga à l'est.
Il est géré par l'autorité portuaire de la Province de Santa Cruz de Tenerife (Autoridad Portuaria de Santa Cruz de Tenerife).

## Histoire
La construction du phare a été achevée en 1992 et est devenue opérationnelle en 1994, dans le cadre du plan de feu maritime qui a été élaboré dans les années 1980, qui répondait à la nécessité de nouveaux feux sur les côtes des îles Canaries. Il s'agissait des phares contemporains de Puerto de la Cruz et du phare de Buenavistasur Tenerife, du phare de Punta del Castillete sur Grande Canarie, du phare de Arenas Blancas et du phare de Punta Lava sur La Palma.
Le phare de 50 mètres de haut est construit en béton armé. Les matériaux utilisés dans sa construction ont été apportés spécialement, y compris le gravier blanc et le béton coloré utilisé pour produire la finition blanche. Un système d'échafaudage à glissement a été utilisé pour compléter le projet en quelques mois en 1992. Avec une hauteur focale de 52 mètres au-dessus du niveau de la mer, la lumière peut être vue jusqu'à 16 milles marins (30 km). Le phare émet deux éclairs de lumière blanche toutes les 16 secondes.
En 2007, le phare, en collaboration avec cinq autres phares espagnols, a été représenté dans un ensemble de six timbres commémoratifs par le service postal Correos.
Identifiant : ARLHS : CAI-03 ; ES-12945 - Amirauté : D2818- NGA :23854 .

### Lien connexe
- Liste des phares des îles Canaries